# Vila Sparta

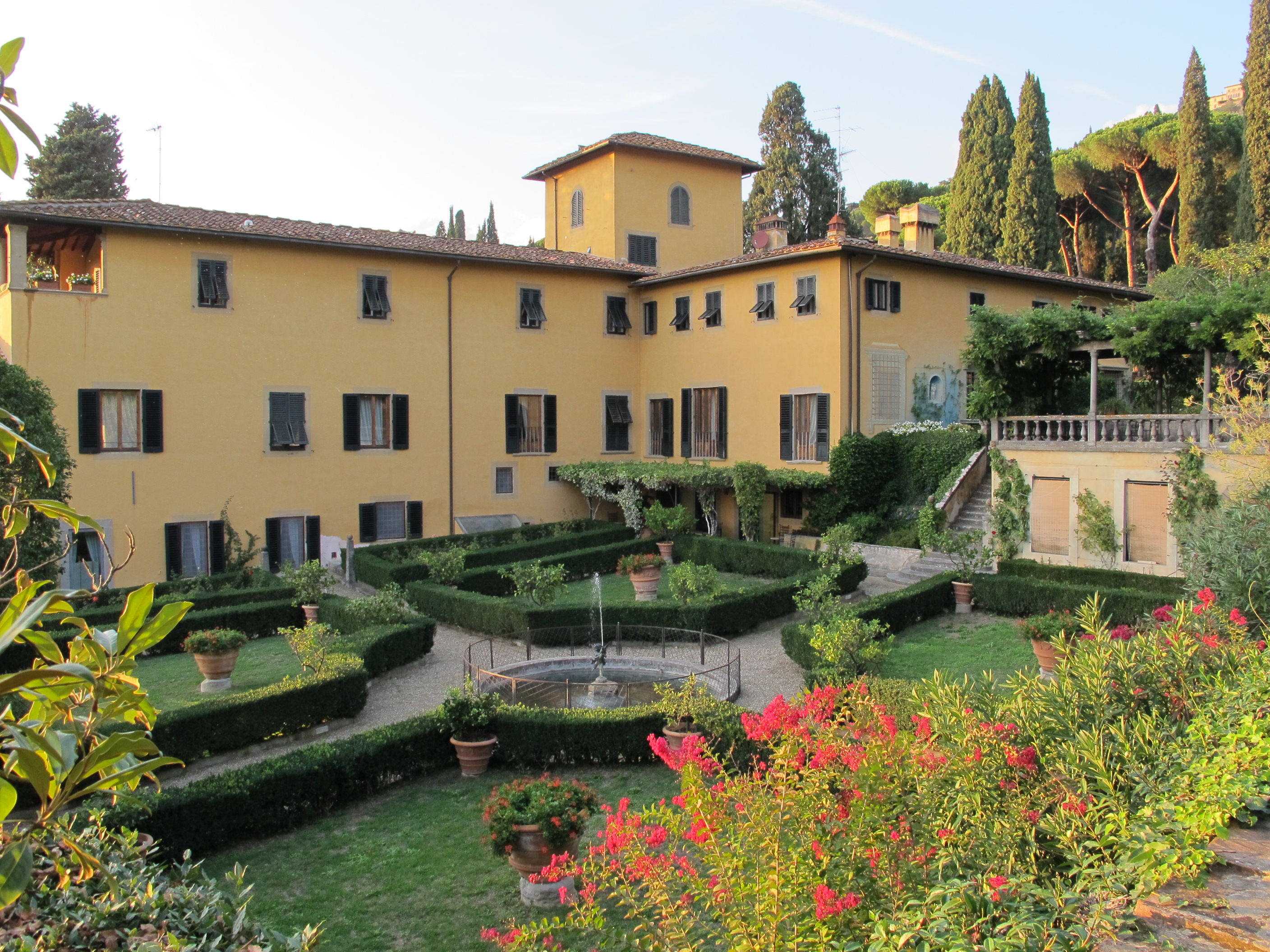
Vila Sparta, vedere dinspre est

Vila Sparta, sau Pratellino, este situată în Via Fontanelle 21 în cătunul San Domenico din Fiesole.

## Istoric
Situată pe pantele din Fiesole, pe partea din spatele mănăstirii San Domenico, a aparținut familiei Buoninsegni apoi, din 1475, lui Domenico di Bartolomeo Mori, vopsitor, și apoi familiei Del Barbigia. În 1523 o parte a fost cedată lui Giovanni di Piero Landi, în timp ce cealaltă parte a rămas a Dadei di Antonio del Barbigia, care s-a căsătorit cu Francesco del Padovano. În 1602 a fost cumpărată în totalitate de Jacopo di Francesco Quaratesi, în 1745 de familia Dazzi și apoi de familia Frescobaldi.
La începutul secolului al XX - lea a fost restaurată în stil de Giuseppe Castellucci. Vila a fost celebră mai ales pentru a fi găzduit, începând cu 1933, pe Regina Mamă Elena a României timp de peste treizeci de ani, timp în care proprietatea a trăit momentul de cea mai mare splendoare. Însuși numele vilei amintește originile grecești ale reginei.
În 1935 regina l-a angajat pe Cecil Pinsent pentru a recrea grădina din jurul clădirii conform modei de renaștere a grădinii formale în stil italian. Mai târziu, la proiect a lucrat, de asemenea, Pietro Porcinai.

## Descriere
În prezent, corpul principal al vilei și clădirile de servicii din jur au fost restructurate pentru a forma șapte unități separate. În centrul complexului proemină turnul palatului familiei Buoninsegni. 
Accesul la vilă se face pe un drum conectat la via Fontanelle (înainte accesul era prin via Mantellini), drum flancat de o clădire din anii douăzeci folosită ca serviciu de concierge, de un zid de delimitare și de un șir de chiparoși, și care se termină într-o piațetă la nord de vilă. Dincolo de chiparoși se extinde până la vilă un teren destinat cultivării de măslini și arbori fructiferi. La sfârșitul bulevardului se vede o clădire de serviciu și o mică capelă, acum desacralizată. Grădina propriu zisă este dispusă pe terase la înălțimi diferite; prin două scări curbate (dispuse în formă “de clește”), urmate de o cale rectilinie între chiparoși, se  ajunge la o "exedră”, parcurgând o pădure bogată în specie de arbori, cum ar fi pini, tei, platani, nuci americani, tise, arțari, stejari, plopi și cedri.
Cele mai importante părți ale grădinii sunt, cu toate acestea, cele situate la est și vest. Partea de est este dispusă pe două nivele; nivelul superior dreptunghiular prezintă peluze mărginite de garduri vii de cimișir și este împodobit cu un puț simplu; cel inferior, pătrat, prezintă un decor geometric italian, cu spații pentru vase care conțin lămâi și o fântână centrală, și este înconjurat de un zid, de o seră de lămâi  (surmontată de o pergolă de glicină) și de vila propriu zisă.
Spre vest sunt trei terase conectate prin scări, dintre care cea la nivelul superior, acoperită de gazon, are în față o capelă; cea la nivelul mediu are în centrul său un puț, un gard viu de chiparoși cu coroanele tunse la același nivel și două scări în partea inferioară, împodobite cu o fântână de perete, la care se adaugă o pajiște cu doi magnolii și o statuie de piatră reprezentând un personaj de sex feminin; terasa inferioară este aranjată cu două peluze dreptunghiulare cu cărări de pietriș.